# フィリッポ・ディ・ボルボーネ＝ドゥエ・シチリエ
フィリッポ・ディ・ボルボーネ＝ドゥエ・シチリエ（Filippo di Borbone-Due Sicilie, 1885年12月10日 - 1949年3月9日）は、両シチリア王国の旧統治者家門ブルボン＝シチリア家の子孫。両シチリア王フェルディナンド2世の孫にあたる。全名はフィリッポ・マリーア・アルフォンソ・アントーニオ・フェルディナンド・フランシスコ・ディ・パオラ・ルドヴィーコ・エンリコ・アルベルト・タッデオ・フランチェスコ・サヴェリオ・ウーベルト（Filippo Maria Alfonso Antonio Ferdinando Francisco di Paola Lodovico Enrico Alberto Taddeo Francesco Saverio Uberto）。

## 生涯
最後の両シチリア王フランチェスコ2世の異母弟カゼルタ伯アルフォンソと、その妻でトラーパニ伯の娘であるマリーア・アントニエッタの間の第10子、六男として生まれた。1916年1月12日にヌイイ＝シュル＝セーヌにおいて、ヴァンドーム公エマニュエルの娘マリー＝ルイーズ・ドルレアンと結婚したが、1925年に離婚した。1927年1月10日にパリにおいて、オデット・ラボリ（1902年 - 1968年）と再婚した。
最初の妻ルイーズ・ドルレアンとの間に息子を1人もうけた。
- ガエターノ・マリーア・アルフォンソ・エンリコ・パオロ（1917年 - 1984年） - 1946年、Olivia Yarrowと結婚